# 15360 Moncalvo
15360 Moncalvo è un asteroide della fascia principale. Scoperto nel 1996, presenta un'orbita caratterizzata da un semiasse maggiore pari a 2,3684341 UA e da un'eccentricità di 0,1830808, inclinata di 2,92185° rispetto all'eclittica.